# 三齒鳳凰螺
三齒鳳凰螺（学名：Strombus dentatus）为鳳凰螺科鳳凰螺屬下的一个种。